# Rob Roy (cocktail)
Pour les articles homonymes, voir Rob Roy.
Le Rob Roy est un cocktail classique. En tant que short drink  (boisson courte) aromatique, il compte comme boisson apéritif. Il s'agit d'une variante du Manhattan, à la seule différence qu'un Rob Roy est préparé avec du whisky écossais au lieu de whisky américain ou canadien. Cela fait du Rob Roy l'un des très rares cocktails connus à être réalisés avec ce spiritueux, qui n'est pas facile à mélanger.

## Histoire
Le cocktail a probablement vu le jour en 1894 à l'hôtel Waldorf-Astoria de New York et a été nommé d'après le héros folklorique écossais Robert Roy MacGregor. À cette époque, les Manhattans étaient déjà mélangés depuis plusieurs années, généralement avec des rye whiskys, dont le goût est très différent de celui du Blended Scotch. Le Rob Roy doit son origine en partie à l'introduction du whisky écossais Dewar's sur le marché américain, et en partie à la première de l'opérette du même nom par Reginald De Koven et Harry B. Smith, qui a eu lieu la même année.

## Préparation
Dans les recettes historiques, le whisky écossais - de préférence un mélange (doux) de scotch, c'est-à-dire pas un single malt tourbé et fumé - et le vermouth rouge italien (vermouth rosso) étaient mélangés à parts égales. Comme les whiskys d'aujourd'hui ont une teneur en alcool plus faible que ceux du XIXe siècle, ils sont généralement mélangés dans une proportion de 2 pour 1, avec un ou deux traits d'amers d'Angostura pour donner de la profondeur au cocktail. Comme pour le Manhattan, l'utilisation de différentes variétés de vermouths permet de créer des versions sweet (douce, avec le vermouth rosso), medium (moyenne, avec des parts égales de vermouth rouge et blanc sec) et dry (sèche, avec uniquement le vermouth blanc sec français Dry), la version sweet étant considérée comme le Rob Roy proprement dit sans autre désignation.
La recette standard de l'International Bartenders Association se compose de 4,5 cl de whisky écossais, de 2,5 cl cl de vermouth et d'un trait d'Angostura . Les ingrédients sont mélangés dans un verre à mélange rempli de glaçons pendant environ 30 secondes jusqu'à ce qu'ils soient très froids, puis passés dans une passoire de bar. Il est généralement servi straight up, c'est-à-dire sans glace, dans un verre à cocktail pré-refroidi ou un verre à Martini en forme de V, ou encore sur des glaçons dans un petit gobelet. Comme pour le Manhattan, la garniture classique est la cerise de cocktail, mais un simple zeste de citron est également possible et est préféré pour les variantes plus sèches.